# Micromonas
Micromonas es un género de algas verdes unicelulares. Las especies de este género son de las Célula eucariota más pequeñas y presentan un único flagelo. 
- Datos: Q6839686
- Multimedia: Micromonas / Q6839686
- Especies: Micromonas